# San Paolo Maggiore
San Paolo Maggiore ou Basílica de São Paulo Maior é uma basílica menor em Nápoles, Itália, e o local onde está sepultado Caetano de Thiene, melhor conhecido como São Caetano (em francês:  Saint Cajetan), o fundador da Ordem dos Clérigos Regulares da Divina Providência (conhecidos como teatinos). Está localizada na Piazza Gaetano, a cerca de 2 quarteirões ao norte da Via dei Tribunali.

## História

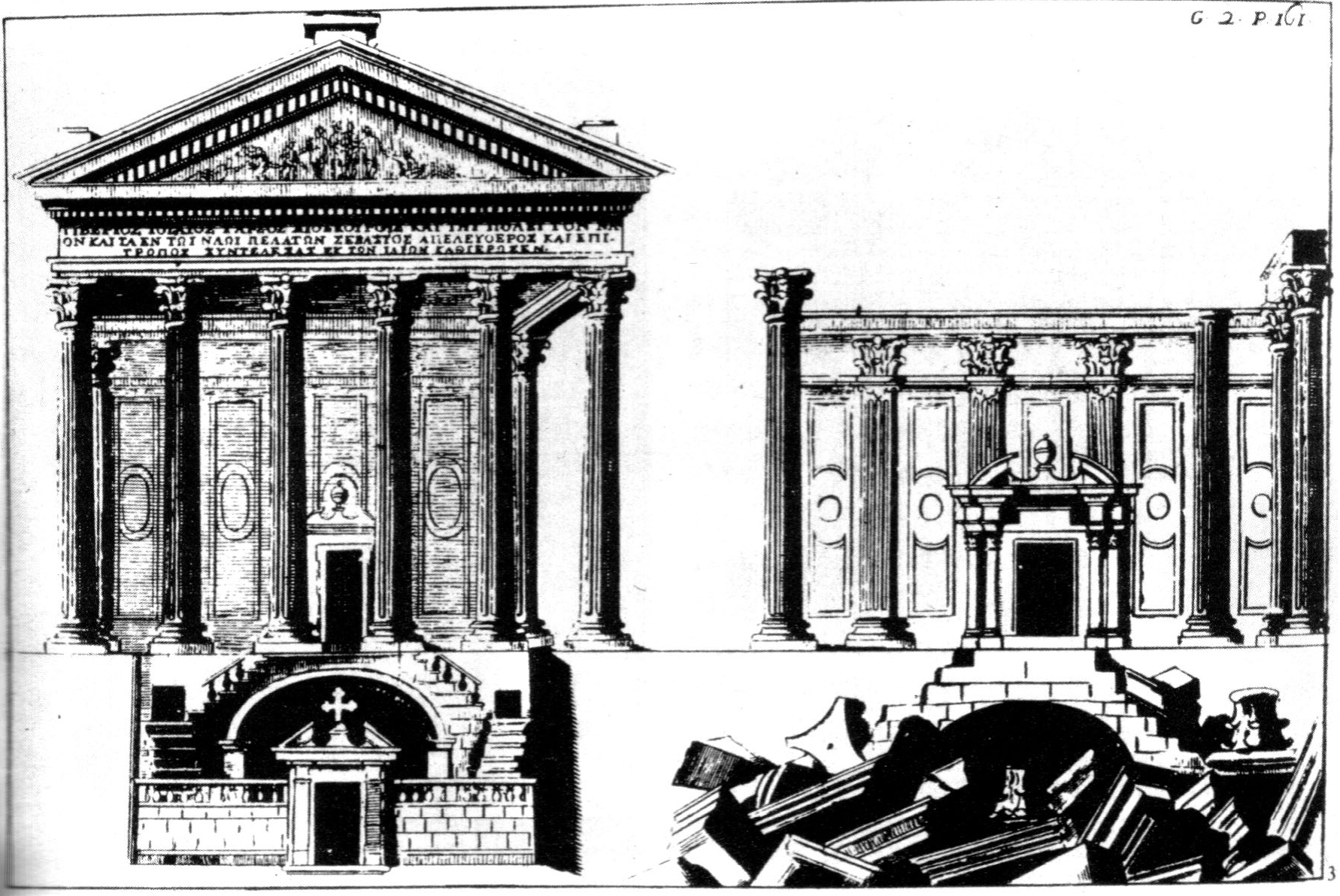
Notizie del Bello (1692): Fachada antes e depois do desabamento de 1688.

A igreja barroca está localizada no mesmo local onde estava um antigo templo romano dedicado aos Dióscuros e foi construída sobre suas ruínas, na área atrás do pronau do templo. A seção anterior deste, inclusive seis colunas e um frontão triangular, era visível até 1688, mas ruiu depois de um terremoto. A igreja atual incorporou duas colunas coríntias do antigo edifício, dispostas de forma meio estranha na fachada e ligadas a ela por duas frágeis arquitraves. A construção da igreja remonta ao século VIII ou IX e foi dedicada a São Paulo para celebrar a vitória, em 574, do Ducado de Nápoles contra piratas sarracenos.
Em 1538, o edifício foi cedido a São Caetano e seus teatinos. Ele ficou em Nápoles por seis anos, trabalhando para consolidar sua nova ordem. O padre e arquiteto teatino Francesco Grimaldi projetou a casa anexa para abrigar a ordem. No início da década de 1580, uma grande reconstrução da igreja foi iniciada com a construção de um transepto e uma abside poligonal. Logo em seguida, a nave foi construída por Gian Battista Cavagni e os corredores, de Giovan Giacomo di Conforto, são posteriores a 1625. Conforme prosseguia a obra, o edifício foi sendo decorado, principalmente por Massimo Stanzione, que pintou o teto da nave com uma série de telas sobre a vida de São Paulo. Quando São Caetano foi canonizado, Dionisio Lazzaro ligou, sem sucesso, a fachada com as colunas do templo com uma parede, provocando a ruína de toda a estrutura em 1688.
Os trabalhos na decoração continuaram até o século XVIII e contaram com a participação, dentre outros, de Domenico Antonio Vaccaro e Francesco Solimena, que reutilizaram elementos de mármore do antigo edifício para o novo piso e nas pilastras da nave.
A igreja foi muito danificada durante um bombardeio aliado em 1943, que destruiu quase todos os afrescos de Massimo Stanzione.

## Interior
O interior segue um plano em cruz latina. A nave abriga o que restou dos afrescos de Stanzione e uma estátua do "Anjo da Guarda" (1712), de Domenico Antonio Vaccaro. Na sacristia estão afrescos de Francesco Solimena. Notáveis especialmente por suas decorações de mármore são as capelas de "Firrao di Sant'Agata" e da "Madonna della Purità", ambas do século XVII. O altar-mor foi esculpido entre 1775 e 1776 num projeto de Ferdinando Fuga.

## Claustro
O claustro foi construído durante a reconstrução promovida pelos teatinos no final do século XVI, no território do antigo templo romano. O vestíbulo reaproveitou colunas da antiga igreja paleocristã; o claustro propriamente dito tem um plano quadrangular com um poço com pequenas colunas no centro.
Os afrescos nas paredes, um dos quais atribuído a Aniello Falcone, se perderam.

## Galeria

Imagens da igreja
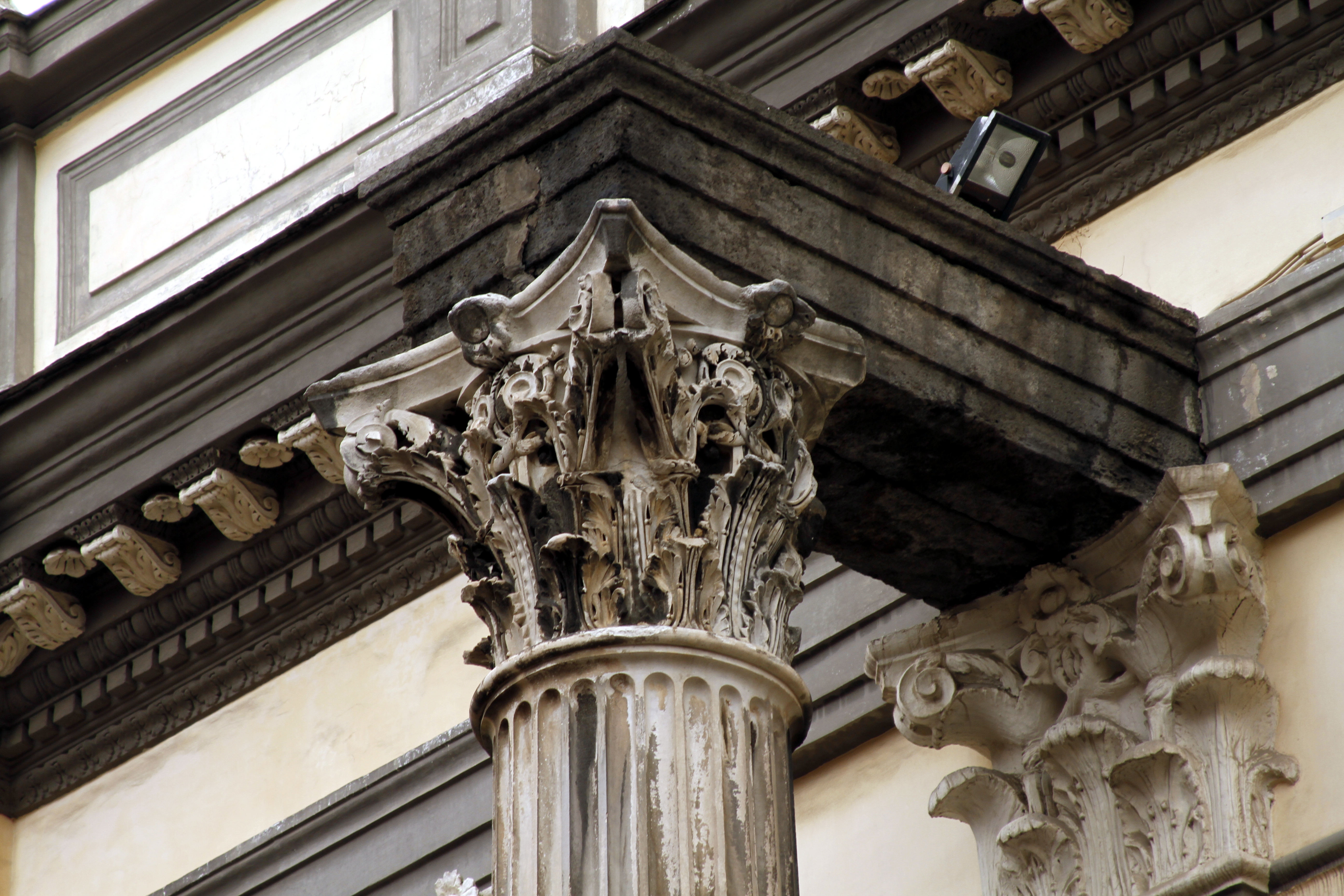
Detalhe do capitel coríntio e a arquitrave de uma das colunas antigas na fachada da basílica.
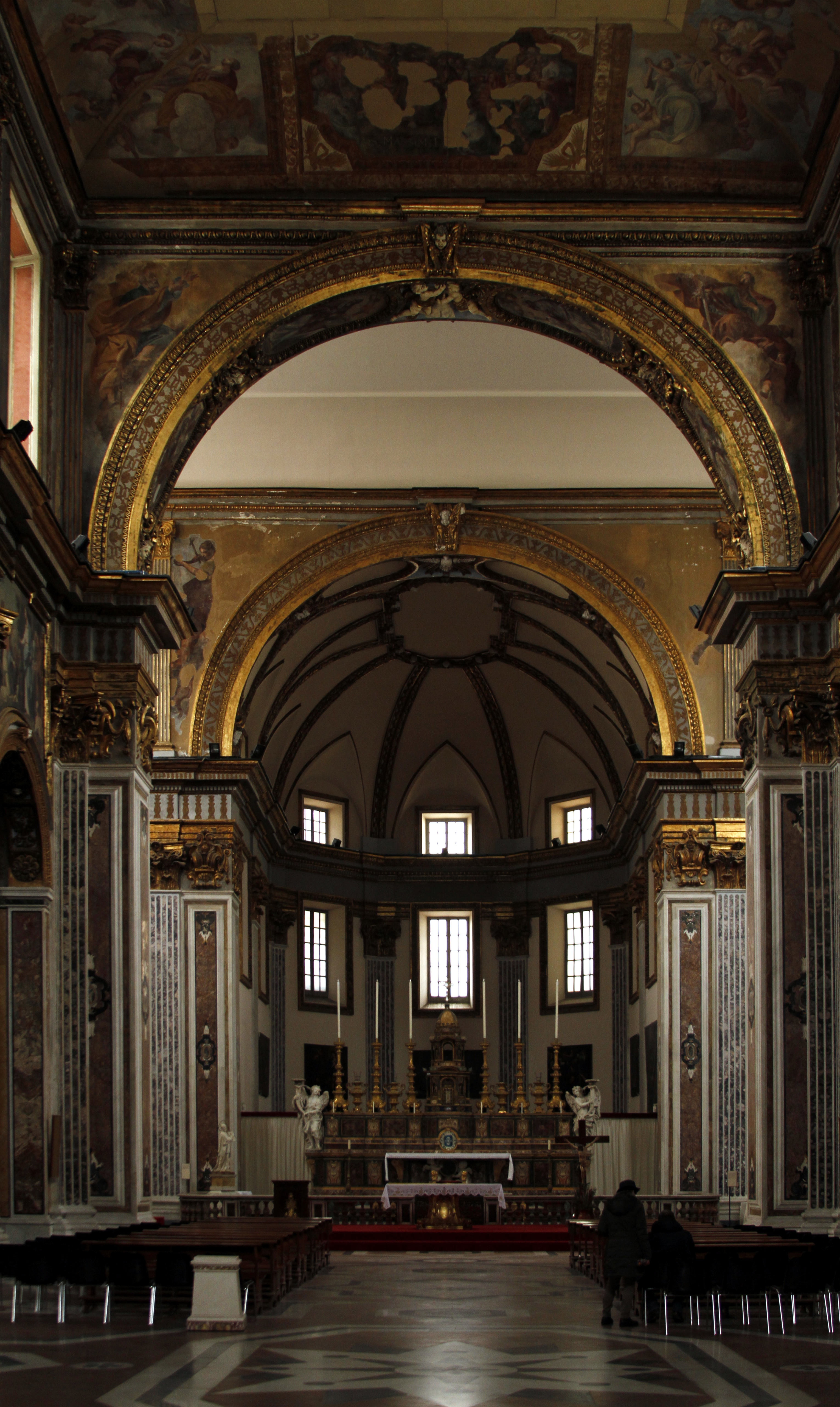
Nave e altar-mor.
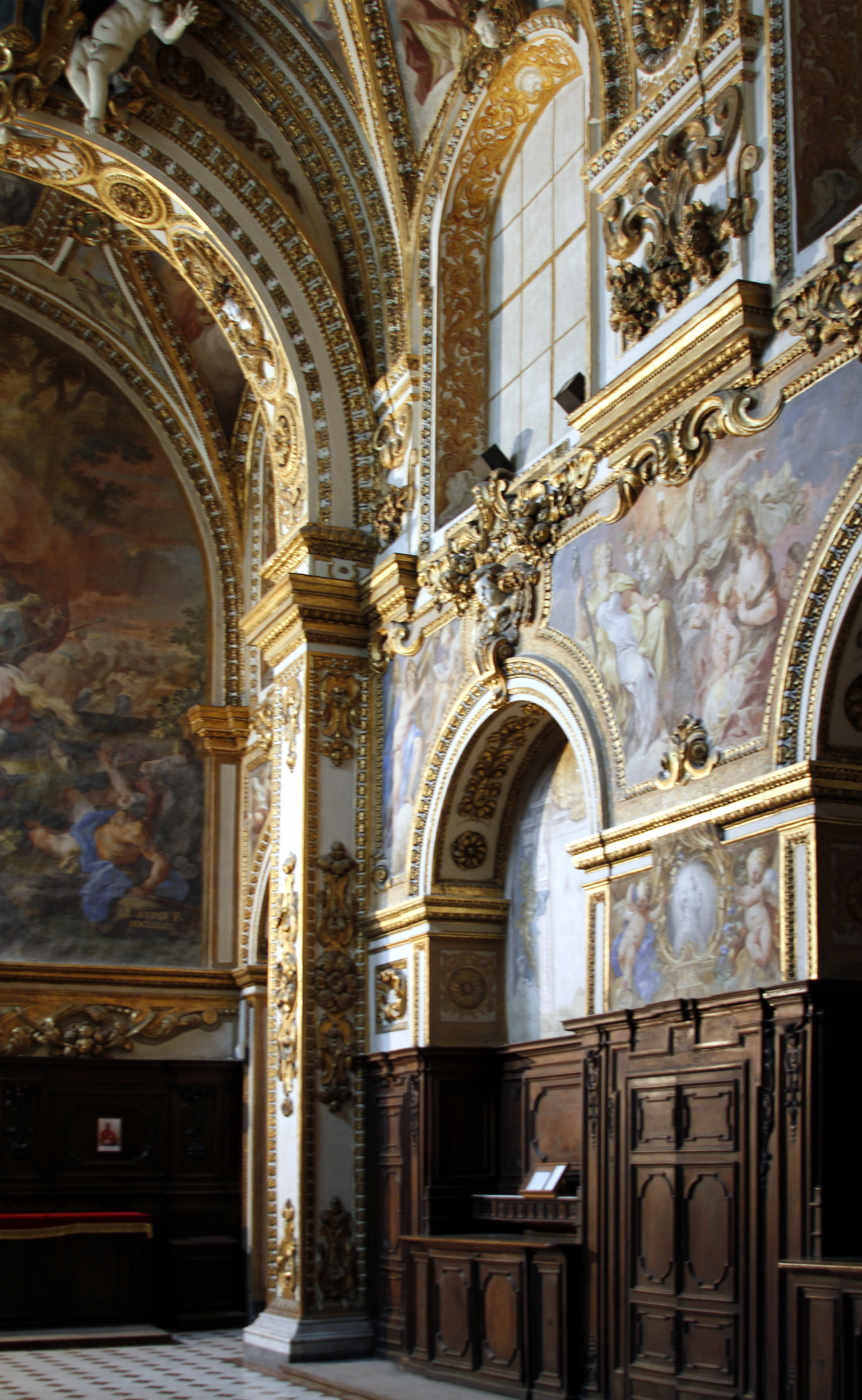
Afrescos de Francesco Solimena na sacristia.
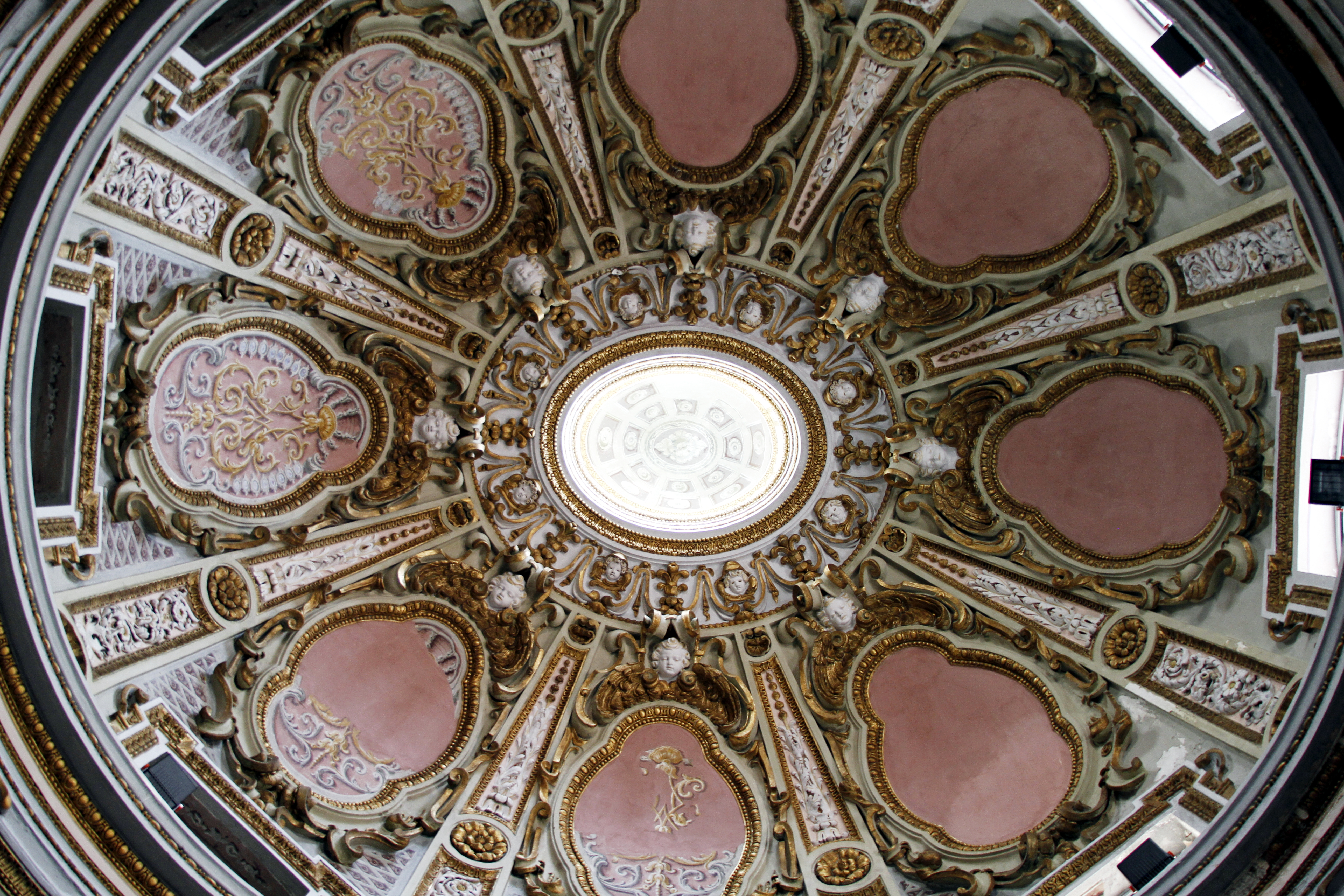
Interior da cúpula do cruzeiro.
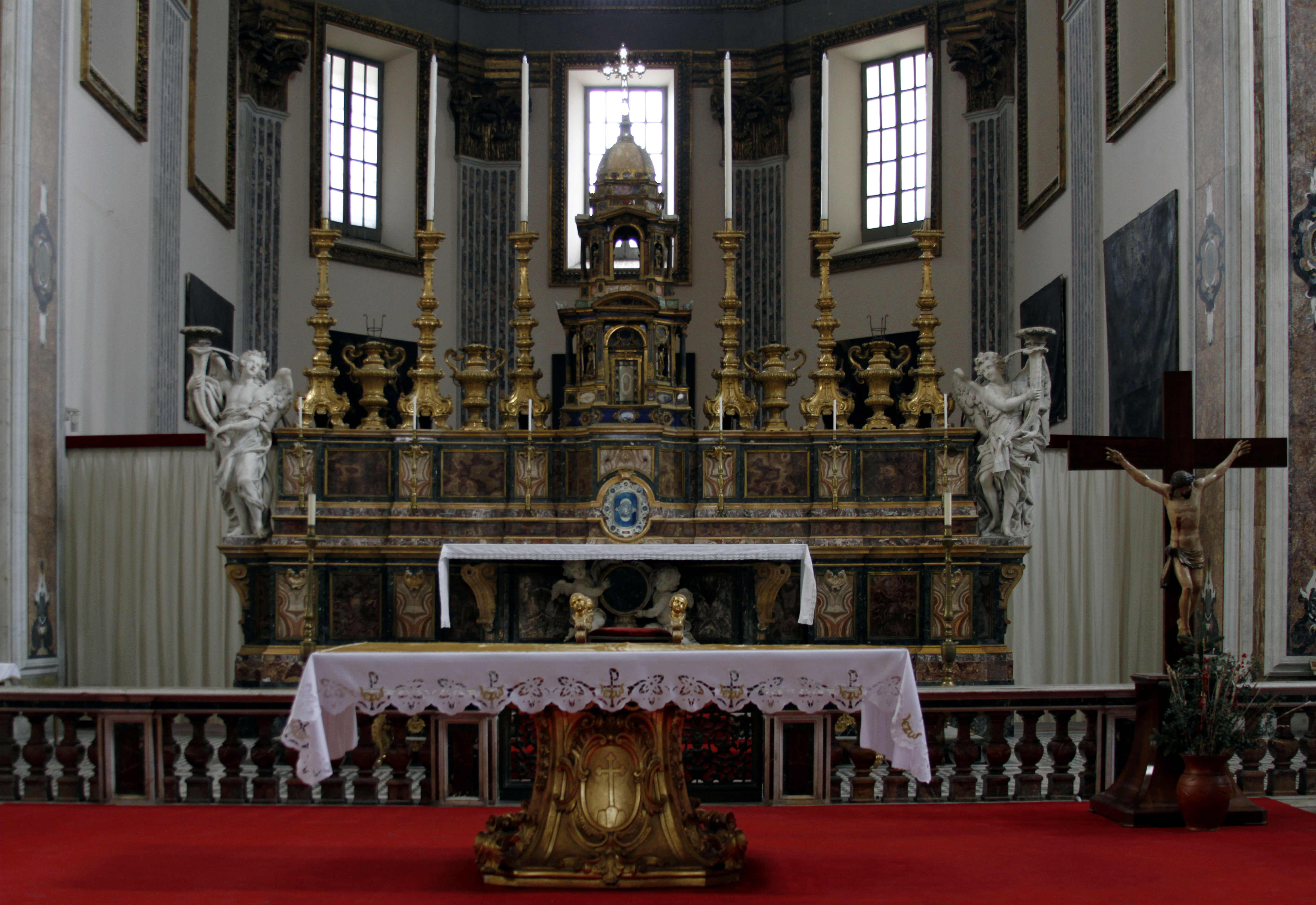
Altar-mor.